# Niederfellendorf
Niederfellendorf ist ein Gemeindeteil des Marktes Wiesenttal im Landkreis Forchheim (Oberfranken, Bayern).

## Lage
Das Dorf liegt südlich der Wiesent gegenüber von Streitberg auf Höhe der Burgruine Neideck. Zur nächsten größeren Stadt Ebermannstadt sind es vier Kilometer. 

## Geschichte
Ursprünglich gehörte Niederfellendorf den Schlüsselberger Ministerialen von Fellendorf. Am Friedhof gab es wohl einen befestigten Ansitz. Nach den Schlüsselbergern war ab 1348 der Fürstbischof von Bamberg Lehensherr. Der Ort Niederfellendorf ging als Lehen an die Herren von Streitberg, bis diese 1507/08 ihn an das Markgraftum Brandenburg-Ansbach verkauften.